# Pedro de la Cerda y Leyva
Pedro de la Cerda y Leyva (Madrid, 23 de diciembre de 1633 – 20 de septiembre de 1705), noble español que ostentó el título de III conde de Baños y VII marqués de la Adrada.

## Vida
Era hijo de Juan Francisco de la Cerda, V marqués de Adrada, y su esposa de Mariana Isabel de Leiva, II condesa de Baños y marquesa de Leiva. Siguió la carrera de Marina, alcanzando las distinciones de teniente general del mar y capitán general de las galeras de Cerdeña. El 12 de enero de 1675 (despacho del 26 de junio de 1676), el monarca le concedió la encomienda de Alcuéscar, en la Orden de Santiago, tras lo cual fue trece de la misma Orden.
A partir de entonces, ostentó diversos cargos cortesanos: mayordomo de semana (2 de marzo de 1676), caballerizo mayor del rey (18 de noviembre de 1682), gentilhombre de cámara con ejercicio (16 de diciembre de 1687). El 6 de noviembre de 1691, o 13 de julio, según otras fuentes, el rey Carlos II lo invistió con la grandeza de España de segunda clase (ascendida a primera, en 1752). Como tal asistió el 8 de mayo de 1701 a la jura del rey Felipe V.  Falleció el 20 de septiembre de 1705.

## Matrimonio e hijos
El conde casó en primeras nupcias el 22 de octubre de 1654, en Madrid, con María Alancastre Sande y Padilla, hija de los duques de Abrantes y marqueses de Puerto Seguro. En segundas nupcias casó en la iglesia de san Sebastián de Madrid el 15 de enero de 1674 con Juana de Silva y Mendoza, condesa viuda de Fuensalida e hija de Fadrique de Silva y Portugal, V marqués de Almenara. Con ella tuvo a Teresa María de la Cerda de Lancastre y Leyva, que sucedería como IV condesa de Baños y VIII marquesa de la Adrada.